# Estádio Municipal Juca Sampaio
Estádio Municipal Juca Sampaio – stadion piłkarski, w Palmeira dos Índios, Alagoas, Brazylia, na którym swoje mecze rozgrywa klub Centro Social Esportivo.